# 리처드 에모리

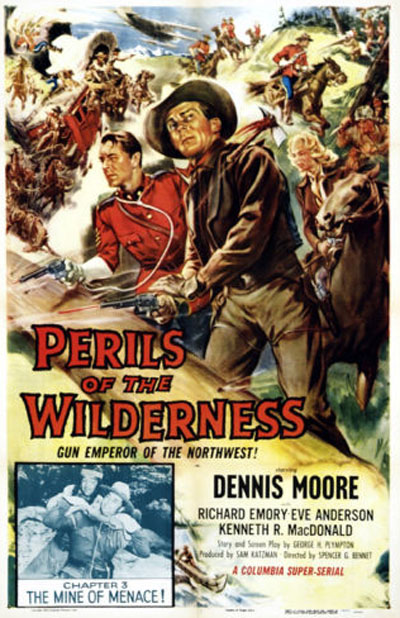

리처드 에모리(Richard Emory, 1919년 1월 27일 ~ 1994년 2월 15일)는 미국의 영화배우, 텔레비전 배우이다.
샌타바버라에서 태어났다.

## 영화
- 비기닝 오브 더 엔드 (1957년)
- 유리 구두 (1955년)
- 카운트 더 아워스 (1953년)
- 세일러 비워 (1952년) - 페티 오피서 역
- 사랑은 비를 타고 (1952년)